# Una McCormack

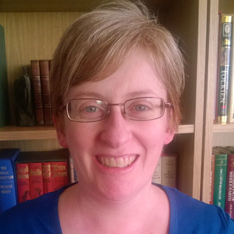
Una McCormack

Una McCormack (nascida a 13 Janeiro 1972)  é uma académica, roteirista e romancista Anglo-irlandêsa. É autora de The Baba Yaga (2015) e The Star of the Sea (2016), dois livros da série Weird Space da editora de ficção científica britânica Abaddon Books .
McCormack ensinou na Anglia Ruskin University, como catedrática de escritura criativa. Foi também co-diretora do Centro de Ficção Científica e Fantasia da Universidade Anglia Ruskin, Cambridge. McCormack é mais conhecida como autora de vários romances baseados nas séries de TV de ficção científica Star Trek e Doctor Who .

## Origens
McCormack nasceu a 13 Janeiro 1972 em St Helens, Merseyside. A mais jovem de seis filhos de Gerald James McCormack e Kathleen McCormack (née Towey), ambos professores do ensino primário. Ela foi educada no Carmel College, em St. Helens, depois estudou bacharelado em História e Ciências Sociais e Políticas na Newnham College, Cambridge, seguida de um mestrado em psicologia na Universidade de Reading e um doutorado em sociologia na Universidade de Surrey.

## Trabalhos publicados
A primeira ficção publicada profissionalmente por McCormack foi uma história curta, "A Time and a Place", publicada na edição 197 da Doctor Who Magazine em 1993.
A sua ficção de fãs, baseada na série TV Star Trek: Deep Space Nine, levou-a a escrever, "Face Value", para a coleção de antologias Profeta e Mudança, publicada pela Pocket Books em 2003. O seu  primeiro romance DS9, Cardassia: The Lotus Flower, foi publicado em 2004. Seguiram-se mais cinco romances de Star Trek : Hollow Men (2005) The Never-Ending Sacrifice (2009), Brinkmanship (2012), o best - seller do New York Times The Fall: The Crimson Shadow (2013) e The Missing (2014). O seu romance mais recente do DS9, Enigma Tales, foi publicado em 2017.
Ela também escreveu um romance de Star Trek Discovery, 'The Way to the Stars', e o primeiro romance de Picard, The Last Best Hope
Escreveu quatro romances do Doctor Who para a série oficial New Series Adventures publicada pela BBC Books : O Dragão do Rei (2010), O Caminho Pela Floresta (2011), Royal Blood (2015)  e Coração Derretido (2018). Recentemente, ela escreveu outro romance de Doctor Who para o próximo evento de histórias em plataforma múltipla Time Lord Victorious, intitulado All Flesh is Grass, a ser lançado no final de 2020.
McCormack também escreveu The Undefeated, uma obra de ficção original, publicada em maio de 2019.
McCormack escreveu inúmeros dramas de áudio, baseados no Doctor Who, Star Cops e Blake's 7, para a Big Finish Productions .

## Vida pessoal
McCormack vive em Cambridge com o parceiro Matthew e a filha de ambos.